# جامع علي جامع
جامع علي جامع (بالصومالية: Jaamac Cali Jaamac) ، (بالإنجليزية: Jama Ali Jama) هو سياسي صومالي ورئيس المؤقت في أرض البنط. كان رئيس بونتلاند من 14 نوفمبر 2001 إلى 8 مايو 2002. 